# Hartsee
Der Hartsee ist ein Toteissee auf dem Gebiet der Gemeinde Eggstätt im Landkreis Rosenheim in Bayern. Er ist Teil der Eggstätt-Hemhofer Seenplatte.

## Freizeitgelände
Direkt am See befindet sich das Freizeitgelände Hartsee. Es bietet ein Strandbad mit Liegewiesen, Badestegen, einem Spielplatz und einer Badeinsel. Außerdem können die Besucher Boccia, Minigolf, Beachvolleyball, Basketball und Fußball spielen sowie rudern und angeln. Im Winter wird Schlittschuhlaufen und Eisstockschießen angeboten.